# Praon alaskense
Praon alaskense är en stekelart som beskrevs av William Harris Ashmead 1902. Praon alaskense ingår i släktet Praon och familjen bracksteklar. Inga underarter finns listade i Catalogue of Life.